# Gruppo d'armate Sud
Il Gruppo d'armate Sud fu un gruppo d'armate del Regio Esercito italiano durante la seconda guerra mondiale.
Creata per breve tempo tra il giugno e il luglio 1940 e poi dall'aprile 1942, l'unità aveva la responsabilità della direzione strategica delle operazioni belliche nell'Italia centro-meridionale e nelle isole di Sardegna, Sicilia e Corsica; in questa veste, nel luglio-agosto 1943 diresse le operazioni belliche in Sicilia contro gli anglo-statunitensi, per poi essere sciolta nel settembre seguente a seguito degli eventi dell'armistizio di Cassibile.

## Storia

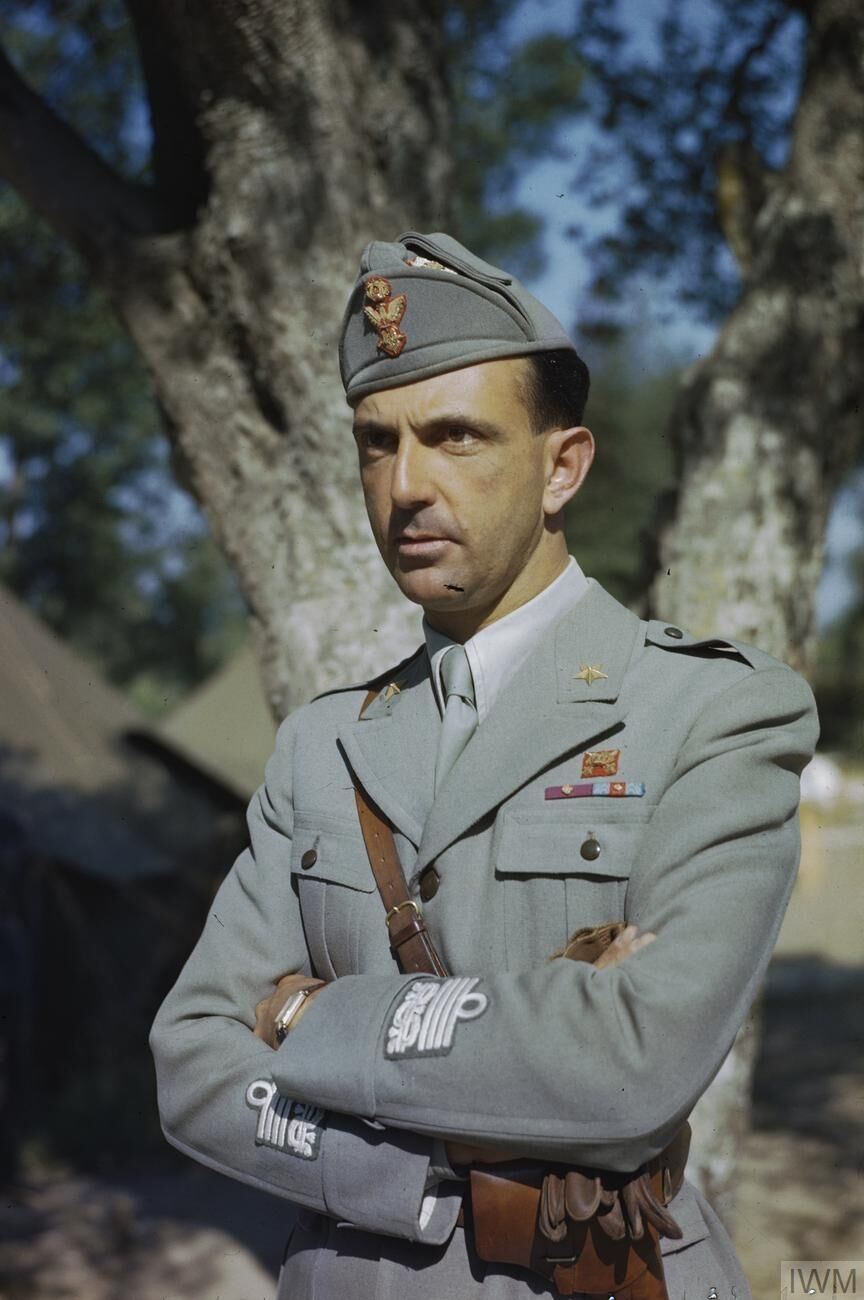
Umbero di Savoia in uniforme da ufficiale del Regio Esercito

Il comando del Gruppo d'armate Sud fu attivato l'8 giugno 1940, giusto due giorni prima l'entrata dell'Italia nella seconda guerra mondiale. Al comando del maresciallo d'Italia Emilio De Bono e con sede a Roma (o a Napoli, secondo altre fonti), il Gruppo d'armate aveva la responsabilità della direzione strategica di eventuali operazioni belliche nell'Italia centro-meridionale e nelle isole di Sicilia e Sardegna, oltre che nel territorio del Regno d'Albania; le sue principali componenti operative erano rappresentate dalla 3ª Armata del generale Carlo Geloso (con varie unità dislocate tra il Lazio, la Puglia e la Calabria), dal XII Corpo d'armata del generale Angelo Rossi (in Sicilia), dal XIII Corpo d'armata del generale Antonio Basso (in Sardegna) e dal Comando Superiore Truppe Albania (poi XXVI Corpo d'armata) del generale Sebastiano Visconti Prasca. Senza essere coinvolto in alcun evento bellico, il gruppo d'armate fu sciolto già il 10 luglio 1940.
Il Gruppo d'armate Sud fu riattivato il 15 aprile 1942, con sede a Sessa Aurunca (a Frosinone secondo altre fonti) e al comando del principe di Piemonte Umberto di Savoia, vedendosi assegnare la responsabilità strategica della difesa costiera e antiaerea dell'Italia centrale e meridionale, della Sardegna e della Sicilia; dal novembre 1942, dopo la sua occupazione nell'ambito degli eventi dell'operazione Anton, anche la Corsica fu aggiunta all'area di competenza del gruppo d'armate. Le principali unità subordinate al Gruppo d'armate Sud erano la 5ª Armata del generale Mario Caracciolo di Feroleto (con responsabilità su Toscana, Lazio e Sardegna), la 6ª Armata del generale Mario Roatta (in Sicilia), la 7ª Armata del principe Adalberto di Savoia-Genova (in Campania, Calabria e Puglia) e il VII Corpo d'armata del generale Giacomo Carboni (in Corsica).
Il Gruppo d'armate Sud assunse la direzione strategica delle operazioni belliche in Sicilia a seguito dello sbarco delle forze degli Alleati il 9 luglio 1943; soverchiato dalla potenza delle forze anglo-statunitensi, il gruppo d'armate poté fare ben poco e l'isola capitolò in mano agli Alleati il 17 agosto 1943. A seguito del successivo sbarco delle forze britanniche a Reggio Calabria il 3 settembre seguente (operazione Baytown), il gruppo d'armate coordinò le operazioni per ritardare la risalita della Calabria da parte degli Alleati, anche se ormai l'Italia si apprestava a cessare le ostilità contro gli anglo-statunitensi; l'8 settembre 1943, dopo il proclama che annunciava l'avvenuto armistizio, il Gruppo d'armate Sud cedette tutte le sue competenze allo Stato maggiore del Regio Esercito e fu quindi sciolto.